# Врабчин
Врабчин (на гръцки: Χειμάδιο, Химадио, катаревуса: Χειμάδιον, Химадион, до 1928 година Βράπτσιν, Врапцин или Βράψιν, Врапсин) е бивше село в Република Гърция, на територията на дем Суровичево, област Западна Македония.

## География
Развалините на селото са разположени на югозападния бряг на Руднишкото езеро, на 12 километра северозападно от град Кайляри (Птолемаида).

## История
Във втората половина на XV век Жупан е дервентджийско и попада в Леринската нахия.
На Етнографската карта на Битолския вилает на Картографския институт в София от 1901 година Врапчин е смесено село българи, власи, албанци и турци в Леринската каза на Битолския санджак с 8 къщи.